# Тарутинская улица (Москва)
Тару́тинская у́лица — улица, расположенная в Западном административном округе города Москвы на территории района Фили-Давыдково.

## История
Улица получила своё название 2 августа 1966 года по селу Тарутино Жуковского района Калужской области, близ которого во время Отечественной войны 1812 года произошло сражение русских войск под командованием М. И. Кутузова с наполеоновскими войсками, в результате которого французы оставили Москву.

## Расположение
Тарутинская улица проходит от улицы Герасима Курина на северо-запад до Кастанаевской улицы. Нумерация домов начинается от улицы Герасима Курина.

## Примечательные здания и сооружения
По нечётной стороне:
По чётной стороне:
- д. 2 — ГБУЗ МНПЦ Борьбы с туберкулезом ДЗМ, Филиал по ЦАО и ЗАО

## Транспорт

### Наземный транспорт
По Тарутинской улице не проходят маршруты наземного общественного транспорта. У северо-западного конца улицы, на Кастанаевской улице, расположена остановка «Метро „Пионерская“» автобусов № 73, 366, 135.

### Метро
- Станция метро «Пионерская» Филёвской линии — северо-западнее улицы, на Малой Филёвской улице.
- Станция метро «Славянский бульвар» Арбатско-Покровской линии — у юго-восточного конца улицы, между Кутузовским проспектом, Рублёвским шоссе и улицей Герасима Курина.

### Железнодорожный транспорт
- Платформа «Славянский бульвар» Белорусского (Смоленского) направления МЖД — у юго-восточного конца улицы, между Кутузовским проспектом, Рублёвским шоссе и улицей Герасима Курина.